# Agamemnon (Schiff, 1908)
Die Agamemnon, auch HMS Agamemnon, war ein Schlachtschiff (Einheitslinienschiff) der Lord-Nelson-Klasse der britischen Marine, das von 1908 bis 1919 in Dienst stand.

## Geschichte
Die Agamemnon, benannt nach dem Anführer der Griechen im Trojanischen Krieg, wurde 1904 in Auftrag gegeben und war das erste Kriegsschiff, das in den Dalmuir Naval Construction Works von William Beardmore and Company gebaut wurde. Sie wurde am 15. Mai 1905 auf Kiel gelegt und lief am 23. Juni 1906 vom Stapel, noch bevor die Werften selbst fertiggestellt waren. Ihre Fertigstellung verzögerte sich aufgrund von Arbeitsschwierigkeiten und der Abzweigung der für sie vorgesehenen 305-mm-Geschütze, um den Bau der Dreadnought zu beschleunigen. So konnte sie erst am 25. Juni 1908 in Chatham für den Einsatz in der Nore Division der Home Fleet in Dienst gestellt werden. Am 11. Februar 1911 streifte sie im Hafen von Ferrol, Spanien, einen unbekannten Felsen und beschädigte ihren Boden. Im September 1913 wurde sie vorübergehend dem 4. Schlachtgeschwader zugeteilt.

### Erster Weltkrieg
Nach dem Beginn des Ersten Weltkrieges wurde die Agamemnon am 7. August dem 5. Schlachtgeschwader der Kanalflotte zugeteilt und war in Portland stationiert. Zusammen mit anderen Schiffen sorgte sie für den sicheren Transport der britischen Expeditionskorps unter dem Kommando von John French nach Frankreich. Am 14. November dampfte sie nach Sheerness, um die englische Küste vor einer möglichen deutschen Invasion zu schützen. Am 30. Dezember kehrte sie nach Portland zurück und wurde bis Februar 1915 zur Verteidigung der südlichen Häfen Englands und für Patrouillen im Ärmelkanal eingesetzt.

#### Dardanellen
Im Februar 1915 erhielt die Agamemnon den Befehl, sich dem Dardanellenfeldzug anzuschließen. Sie verließ Portland am 9. Februar und schloss sich zehn Tage später dem britischen Dardanellen-Geschwader in Mudros unter Admiral Sackville Carden an. Admiral Sackville entwickelte einen Plan, um die Meerenge zu überwinden und die osmanische Hauptstadt Konstantinopel anzugreifen, indem er die osmanische Küstenverteidigung aus der Ferne neutralisieren, die Minenfelder in den Dardanellen räumen und dann in das Marmarameer eindringen wollte. Die äußeren Verteidigungsanlagen am Eingang der Meerenge befanden sich nördlich am Kap Helles (Ertugrul, Seddulbahir) und südlich am Strand von Kum Kale (Kum Kale, Orhaniye Tepe). Zusätzlich zu den inneren Verteidigungsanlagen, welche die Meerenge bei Çanakkale abdeckten, befanden sich mehrere Minenfelder. Jenseits dieser inneren Festungen gab es praktisch keinerlei Verteidigung. Am 19. Februar begann der Angriff auf die äußeren Befestigungsanlagen durch einen Verband von französischen und britischen Schiffen. Zunächst schien es, als ob die türkischen Befestigungen schnell neutralisiert werden könnten. Doch als man gegen 16:40 Uhr das Feuer einstellte, um die Festungen zu inspizieren, gerieten die sich nähernden Schiffe von den nord- und südlich gelegenen Festungen unter schweren Beschuss. Daher wurde die Agamemnon zur Unterstützung entsandt. Mit der einsetzenden Dunkelheit befahl Carden jedoch um 17:20 Uhr, den Angriff abzubrechen und sich zurückzuziehen.
Am 25. Februar starteten die Agamemnon zusammen mit der Queen Elizabeth, der Irresistible und der Gaulois einen erneuten Angriff mit dem Ziel, die Zerstörung der Außenforts aus nächster Nähe und bis zum Eingang zu erreichen. Da der Angriff am 19. Februar gezeigt hatte, wie gering die Hoffnung war, eine Batterie durch den bloßen Beschuss mit Granaten dauerhaft auszuschalten, lautete die Anweisung für die angreifenden Schiffe, jedes einzelne Geschütz durch einen Volltreffer zu zerstören. Der allgemeine Plan sah vor, dass vier Schiffe in Zweiergruppen bis zum Eingang der Meerenge fahren, dort wenden und anschließend Kap Helles und Kum Kale mit ihrer Sekundärbewaffnung angreifen sollten, bis sie eine Entfernung von etwa drei Kilometern erreicht hatten. Die Agamemnon erhielt den Spezialauftrag, die Flugbahn der feindlichen Granaten zu beobachten und an die anderen Schiffe weiterzuleiten. Dazu ankerte sie etwa zweieinhalb Meilen westsüdwestlich von Kap Yeni Shehr. Dort eröffneten um 10:17 Uhr, etwa eine halbe Stunde, nachdem sie ihren Liegeplatz eingenommen hatte, die osmanischen Geschütze von Kap Helles aus einer Entfernung von neun Kilometern das Feuer auf sie. Nachdem sie innerhalb von zehn Minuten von sieben Granaten getroffen wurde, wobei sie drei Tote zu beklagen hatte, musste sie sich zurückziehen. Gegen Mittag konnte die Agamemnon an ihren Ankerplatz zurückkehren und zusammen mit der Queen Elizabeth, die sie zuvor ersetzt hatte, die beiden modernen 23-cm-Geschütze ausschalten. Nachdem gegen 15:00 Uhr die meisten türkischen Geschütze zum Schweigen gebracht waren, liefen mehrere Minenräumboote in die Meerenge ein, gerieten aber kurz danach ins Visier von Festung Nr. 4 bei Orhaniye Tabyası. Die Agamemnon und die Irresistible erwiderten daraufhin das Feuer, bis die Türken den Beschuss einstellten.
Die Agamemnon unterstützte am 4. März kleinere amphibische Landungen und beteiligte sich am 6. März 1915 an einem weiteren Beschuss. Am 7. März geriet sie unter schweren Beschuss aus Fort Hamidieh und wurde von acht großkalibrigen Granaten getroffen; eine davon, vermutlich eine 35,6-cm-Granate, riss ein großes Loch in ihr Achterdeck und zerstörte die Offiziersmesse sowie den Geschützraum. Das Schiff wurde an diesem Tag auch von mehreren leichten Granaten getroffen und obwohl es Schäden an seinen Aufbauten erlitt, wurden seine Kampf- und Fahrtüchtigkeit nicht ernsthaft beeinträchtigt.

##### Hauptangriff am 18. März
Das Ereignis, das die Schlacht entschied, fand in der Nacht des 18. März statt, als der osmanische Minenleger Nusret eine Reihe von Minen vor dem Minenfeld von Kephez quer über die Spitze der Bucht von Eren Köy legte, einer breiten Bucht entlang der asiatischen Küste direkt am Eingang zur Meerenge. Die Osmanen hatten bemerkt, dass die britischen Schiffe beim Rückzug in die Bucht nach Steuerbord einschwenkten. Die neue Reihe von 20 Minen verlief parallel zum Ufer, war in einer Höhe von 15 Meter verankert und hatte einen Abstand von etwa 91 m. Aufgrund des klaren Wassers konnten die Minen von Aufklärungsflugzeugen durch das Wasser hindurch gesehen werden. Der britische Plan für den 18. März sah vor, die Verteidigungsanlagen der ersten fünf Minenfelder auszuschalten, die über Nacht geräumt werden sollten. Am nächsten Tag sollten die verbleibenden Verteidigungsanlagen um die Narrows überwunden und die letzten fünf Minenfelder entfernt werden. Die Operation wurde fortgesetzt, ohne dass die Briten und Franzosen von den jüngsten Erweiterungen der osmanischen Minenfelder wussten. Die Schlachtschiffe wurden in drei Linien aufgestellt, zwei britische und eine französische, mit Unterstützungsschiffen an den Flanken und zwei Schiffen in Reserve. Nachdem die Agamemnon unter stetigem Feuer langsam in die Meerenge eingelaufen war, erreichte sie gegen 11:00 Uhr ihre Angriffsposition und eröffnete gegen 11:30 Uhr das Feuer auf die Festungen bei Çanakkale.
Gegen 12:45 Uhr eröffnete eine Batterie von vier 152-mm-Haubitzen etwas südlich von Eren Köy das Feuer auf die Agamemnon. In den folgenden 25 Minuten wurde das Schiff zwölfmal getroffen, fünf der Haubitzengranaten trafen ihre Panzerung und richteten keinen Schaden an, aber die sieben, die außerhalb ihres Panzerschutzes einschlugen, verursachten erhebliche strukturelle Schäden, sodass sich die Agamemnon gezwungen sah, zu wenden, um die Distanz wieder zu erhöhen. Dennoch schien der Angriff zunächst planmäßig zu verlaufen, doch nachdem am Nachmittag mehrere Schiffe auf die zuvor gelegten Minen aufgelaufen waren, beschloss man mit einsetzender Dunkelheit, sich zurückzuziehen.
Am 25. April patrouillierte die Agamemnon in der Meerenge zum Schutz der dort operierenden alliierten Minenräum- und Netzlegerschiffe. Bei Einsätzen gegen osmanische Feldbatterien wurde sie zwischen dem 28. und 30. April zweimal getroffen und leistete den alliierten Truppen während eines türkischen Gegenangriffs am 1. Mai Feuerunterstützung. Am 6. Mai beschoss die Agamemnon osmanische Batterien im Vorfeld der Zweiten Schlacht von Krithia. Die Agamemnon wurde im Mai zur Überholung nach Malta zurückbeordert, konnte aber schon im Juni zu den Dardanellen zurückkehren. Am 2. Dezember beschoss das Schiff zusammen mit dem Geschützten Kreuzer Endymion und dem Monitor M33 die Kavak-Brücke, zerstörte mehrere Brückenpfeiler und konnte so die osmanischen Verbindungen zur Gallipoli-Halbinsel unterbrechen.

### Mittelmeer
Nach dem Ende des Dardanellenfeldzugs im Januar 1916 wurden die britischen Seestreitkräfte in diesem Gebiet neu organisiert und die Agamemnon wurde Teil des östlichen Mittelmeergeschwaders, das im August 1917 in „Ägäis-Geschwader“ umbenannt wurde. Unter beiden Bezeichnungen wurde das Geschwader über das gesamte Gebiet verteilt, um die von den Alliierten gehaltenen Inseln zu schützen, die britische Armee in Saloniki zu unterstützen und jeden Ausbruchsversuch des deutschen Schlachtkreuzers Goeben und des Kleinen Kreuzers Breslau aus den Dardanellen zu verhindern. Den Rest des Krieges verbrachte die Agamemnon zwischen Mudros und Saloniki, wobei sie sich mit ihrem Schwesterschiff der Lord Nelson, die sich hauptsächlich in Saloniki befand, abwechselte. Während dieser Zeit brachte die Agamemnon am 5. Mai in Saloniki den Zeppelin LZ 55 des deutschen Heeres mit einer 12-Pfünder-Granate zum Absturz.
Von allen Aufgaben, die den beiden Schiffen übertragen wurden, war die wichtigste die Bewachung des östlichen Mittelmeers gegen einen Ausbruchsversuch der Goeben. Als die beiden deutschen Schiffe schließlich am 20. Januar 1918 einen Fluchtversuch unternahmen, beförderte die Lord Nelson gerade den Geschwaderkommandanten zu einer Konferenz in Saloniki, während die Agamemnon in Mudros ihre Maschinen nicht rechtzeitig unter Dampf setzten konnte, so dass keines der beiden Schiffe an der anschließenden Schlacht von Imbros teilnahm. Nachdem beide deutsche Schiffe jedoch auf Minen aufgelaufen waren und die Breslau gesunken war, kehrte die Goeben in die Dardanellen zurück, noch bevor die Agamemnon Kontakt mit ihr aufnehmen konnte. Am 30. Oktober unterzeichnete das Osmanische Reich an Bord der Agamemnon den Waffenstillstand von Mudros, während sie bei Lemnos in der nördlichen Ägäis vor Anker lag.

### Nachkriegszeit
Im März 1919 kehrte die Agamemnon in das Vereinigte Königreich zurück, wo sie in Chatham abgemustert wurde und am 20. März der Reserve unterstellt wurde.
Im September 1918 forderte der Oberbefehlshaber der Grand Fleet, Admiral David Beatty, die Bereitstellung eines „großen Ziels“, das realistische Schießübungen für die Schlachtschiffe der Grand Fleet ermöglichen sollte, die seit der Skagerrakschlacht 1916 kaum noch zum Einsatz gekommen waren. Bei Tests 1919 gegen Panzerplatten, die so dick waren wie die typische Deckspanzerung von Pre-Dreadnought-Schlachtschiffen, zeigte sich, dass der Beschuss mit 38-mm-Kanonen bei einer äquivalenten Reichweite von 23.070 m ein Schlachtschiff schnell versenken würde, aber die Verwendung für Zielübungen und Tests mit 150-mm-Kanonen oder kleiner erschien nützlicher. Zunächst wurde die Hibernia für Zielübungen vorgeschlagen, doch man entschied sich für die Agamemnon, die jetzt verfügbar war.
Zwischen dem 6. Dezember 1920 und dem 8. April 1921 wurde das Schiff in der Chatham-Werft für den Einsatz als Zielschiff umgebaut. Das Schiff wurde mit Funksteuerung ausgestattet und bis auf die 305-mm-Türme wurden alle Geschütze und ihre Ausrüstung entfernt, ebenso wie die Torpedoausrüstung, die Mannschaftskajüten, die Bootsausrüstung, der untere Kommandoturm, die Masten und Rahen, die meisten Einrichtungen für die Besatzung und andere unnötige Ausrüstung. Unnötige Luken, Sülls, Schächte und Aufzüge wurden entfernt und versiegelt. Da sie nicht versenkt werden sollte, wurde ihr eine Besatzung von 153 Mann zugewiesen, um sie zu warten, wenn sie nicht unter Beschuss stand.
Der erste Einsatz der Agamemnon fand statt, bevor ihre Umbauten abgeschlossen waren. Am 19. März 1921 wurde sie einer Giftgaswolke ausgesetzt, um die Wirkung von Gas auf ein Schlachtschiff zu ermitteln. Es wurde festgestellt, dass das Gas durch die verschiedenen Öffnungen in das Schiff eindringen konnte. Da das Schiff aber vor dem Versuch nicht gegen Gas abgedichtet worden war, konnten keine genauen Ergebnisse für ein in Betrieb befindliches Schlachtschiff erzielt werden. Am 21. September wurde das Schiff unter Maschinengewehrfeuer von Kampfflugzeugen genommen. Diese Versuche zeigten, dass ein solcher Beschuss zwar lästig war, aber seine Kampf- und Fahrtüchtigkeit nicht beeinträchtigen konnte, und trugen so dazu bei, den Schutz für das Brückenpersonal zu verbessern.
Die Agamemnon wurde auch eingesetzt, um die Verwundbarkeit von Schlachtschiffen durch 150-mm-, 140-mm- und 120-mm-Geschosse zu testen, die von Schiffen auf sie abgefeuert wurden, während sie unter Funkkontrolle manövrierten. Diese Tests zeigten, dass Schiffe, die so gut gepanzert waren wie die Agamemnon, wie die späteren Dreadnoughts, zwar Schäden an ihren oberen Aufbauten erlitten, wenn sie von solchen Geschossen getroffen wurden, dass aber sowohl ihre Manövierungsfähigkeit als auch ihre Kampfkraft selbst durch zahlreiche Treffer kleineren Kalibers nicht ernsthaft verringert wurde.
Im Dezember 1926 wurde die Agamemnon als Zielschiff durch die Centurion abgelöst. Als letztes britisches Einheitslinienschiff wurde sie am 24. Januar 1927 an J. Cashmore verkauft und verließ am 1. März die Werft in Portsmouth, um in Newport abgewrackt zu werden.

## Technik

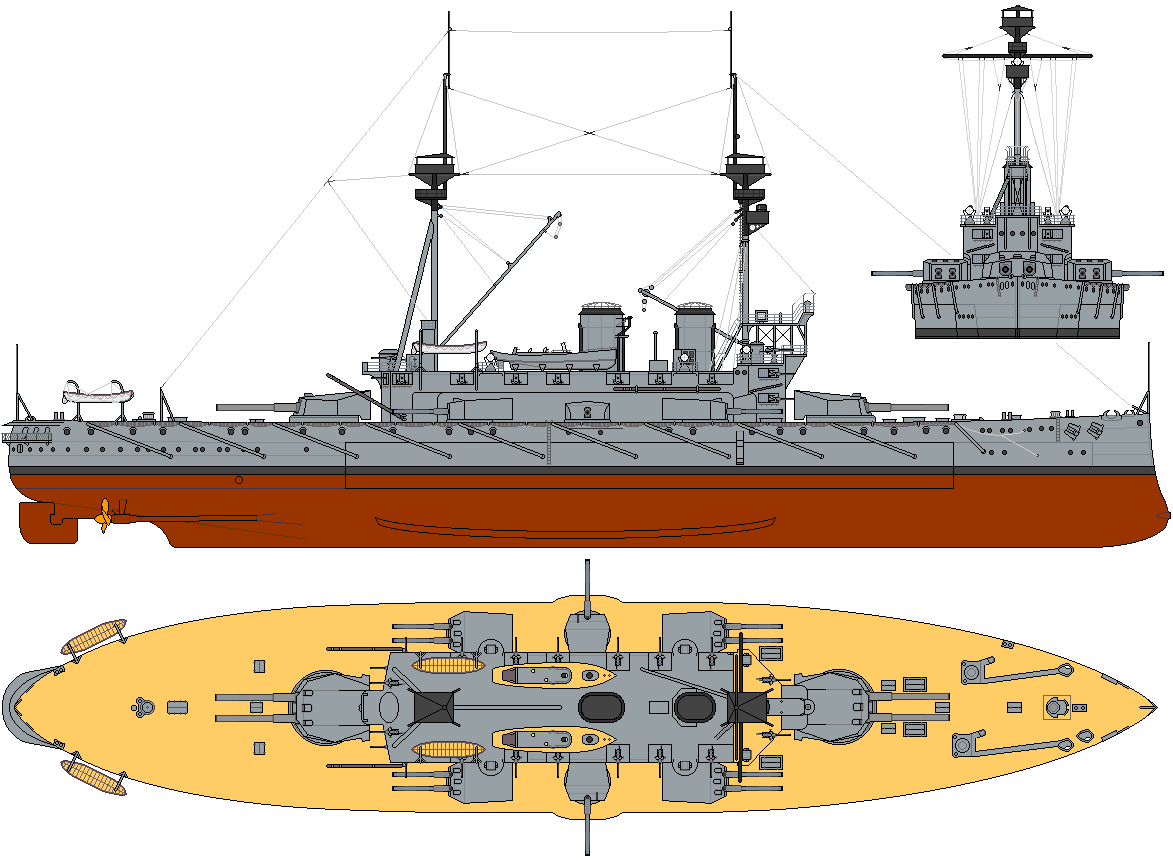
Profilzeichnung

Die Agamemnon hatten eine Gesamtlänge von 135,20 m, eine Breite von 24,20 m und einen Tiefgang von 9,10 m. Die Verdrängung lag zwischen 15.604 t und 18.106 t. Das Schiff hatte eine metazentrische Höhe von 1,60 m. Sie erwies sich als sehr hochseetauglich und stellte eine stabile Geschützplattform mit ausgezeichneten Manövriereigenschaften dar. Ihre Besatzung bestand in Friedenszeiten aus 749 bis 756 Offizieren und Mannschaft, während des Krieges waren es durchschnittlich 800 Mann.

### Antrieb
Das Schiff war mit zwei Vierzylinder-Verbunddampfmaschinen ausgestattet, die jeweils eine Welle antrieben und insgesamt 6.750 Shp (12.490 kW) entwickelten, mit denen sie eine Höchstgeschwindigkeit von 18 Knoten (33 km/h) erreichten. Der Dampf wurde von fünfzehn Babcock & Wilcox-Wasserrohrkesseln mit einem Arbeitsdruck von 275 psi geliefert. Die Agamemnon war mit Heizölzerstäubern ausgestattet, um die Verbrennungsrate der Kohle zu erhöhen. Das Schiff konnte maximal 2.228 t Kohle bzw. 1.107 t Heizöl mitführen, was ihm bei einer Reisegeschwindigkeit von 10 Knoten (19 km/h) eine Reichweite von 9.180 Seemeilen (17.000 km) ermöglichte.

### Bewaffnung
Die Hauptbewaffnung bestand aus vier 305-mm-Kanonen in zwei Zwillingsgeschütztürmen, je einem vor und hinter den Aufbauten. Die Geschütze hatten eine Mündungsgeschwindigkeit von 837 m/s und konnten bei einer maximalen Elevation von +13,5° 15.042 m weit feuern.
Die Sekundärbewaffnung bestand aus zehn 234-mm-Geschützen in vier Zwillingsgeschütztürmen an den Ecken der Aufbauten und zwei in Einzelgeschütztürmen mittschiffs. Die Geschütze waren auf eine Elevation von +15° beschränkt, was ihren 172 kg Granaten eine Reichweite von 14.800 m verlieh. Sie hatten eine Mündungsgeschwindigkeit von 876 m/s und eine maximale Feuergeschwindigkeit von vier Schuss pro Minute. Zur Abwehr von Torpedobooten trug das Schiff vierundzwanzig 76-mm-12-Pfünder-Schnellfeuergeschütze in Einzellafetten in den Aufbauten, die mit ihrer Mündungsgeschwindigkeit von 810 m/s und bei einer Elevation von +20° eine Reichweite von 8.500 m besaßen. Des Weiteren war das Schiff mit zehn 47-mm—3-Pfünder-Hotchkiss-Kanonen ausgestattet, von denen sich zwei in den Aufbauten und die anderen auf den Turmdächern befanden. Außerdem hatte das Schiff fünf 455-mm-Unterwasser-Torpedorohre, zwei auf jeder Breitseite und eines im Heck.

### Panzerung
Die Agamemnon hatte einen Panzergürtel aus Krupp-Zementstahl. Er erstreckte sich über die gesamte Länge des Schiffes. Mittschiffs von der Rückseite der vorderen bis zur hinteren Barbette war er 305 mm dick und verjüngte sich nach vorn auf 152 mm und achtern auf 101 mm. Die 203 mm starken Querschotten erstreckten sich schräg nach innen von den vorderen und hinteren Enden der Seitenpanzerung mittschiffs bis zu den Außenflächen der Barbetten. Die vordere Barbette hatte über dem Hauptdeck eine Dicke von 304 mm und darunter von 101 mm. Die Innenseiten waren über dem Oberdeck 304 mm und darunter 76 mm dick.
Die Hauptgeschütztürme waren vorn und seitlich 305 mm und auf der Rückseite 330 mm dick gepanzert. Ihre Dächer wurden durch 76 bis 101 mm starke Platten geschützt. Die Stirnseiten der 234-mm-Geschütztürme waren mit einer 203 mm starken Panzerung versehen, die Seitenwände waren 178 mm dick und die Dächer 50 mm. Die Türme standen auf 152,40 mm dicken Panzersockeln und ihre Munitionsaufzüge waren durch 50 mm dicke Panzerrohre geschützt. Das Schiff hatte drei gepanzerte Decks mit einer Dicke von 25 bis 102 mm.
Der vordere Kommandoturm war rundherum durch 305 mm Panzerung geschützt und hatte ein 76 mm starkes Dach. Der hintere Kommandoturm war rundum mit 76 mm starken Panzerplatten versehen. Die Agamemnon war mit wasserdichten Schotten für alle Hauptabteilungen ausgestattet, zu denen man mit Hilfe von Aufzügen Zugang erhielt.

### Modifikationen
1909 wurden alle 47-mm-Kanonen bis auf vier entfernt. Von 1910 bis 1911 wurde ein Entfernungsmesser auf dem Dach des vorderen Geschützturms und ein weiterer auf dem Ausguck angebracht. Von 1916 bis 1917 wurden vier 76-mm-Geschütze von den vorderen Aufbauten entfernt. Zwischen 1914 und 1915 wurden die verbliebenen 47-mm-Kanonen ebenso wie die Entfernungsmesser auf dem Dach und auf der Brücke entfernt.